# Waterspeelplaats Het Blad
Waterspeelplaats Het Blad is een waterspeelplaats in Amsterdam-Centrum.
In de jaren 2021-2022 werd de Nieuwezijds Voorburgwal aangepakt in het kader van het project Rode Loper. De straat op de voormalige gracht werd opnieuw ingericht, mede om snelverkeer af te remmen dan wel te verminderen. Ter hoogte van de voormalige politiepost Nieuwezijds Voorburgwal 277 werd naast de trambaan ruimte gevonden voor een klein pierenbad. Medewerkers van de gemeente Amsterdam Henk Volkers en Simon Sprietsma, in samenwerking met Rots Maatwerk, kwamen met een pierenbad in een bladvorm. Het bad werd verdiept aangelegd, waarbij de opstaande randen dienen als zitplaatsen (toegepaste kunst). De bladvorm wordt versterkt door nerven, waardoor door bedieningswater kan (weg-)stromen en tevens het verhoogde bladdeel onder water kan zetten (polder). Het geheel is geplaatst in een betonnen bak die het grondwater buiten het badje moet houden.
Amsterdam heeft een lange historie op het gebied van pierenbadjes; met name in de jaren vijftig en zestig werden ze naar ontwerp van Aldo van Eyck aangelegd in nieuwbouwwijken. Een aantal daarvan is inmiddels weer uit het straatbeeld verdwenen.